# Hans Ueli Hohl
Hans Ueli Hohl (Walzenhausen, 18 mei 1929 - aldaar, 6 februari 2020) was een Zwitsers politicus voor de Vrijzinnig-Democratische Partij (FPD/PRD) uit het kanton Appenzell Ausserrhoden.

## Biografie

### Afkomst en opleiding
Hans Ueli Hohl was een zoon van Werner Hohl, die politicus en landbouwer was, en van Emilie Walser. In 1957 huwde hij met Margrit Anny Schneider. Na een handelsopleiding in zijn geboorteplaats Walzenhausen verbleef hij gedurende twee jaar in Romandië.

### Verzekeringsagent
Naderhand maakte Hohl carrière in de verzekeringsonderneming Helvetia. Hij was voor deze onderneming actief in België (1952) en in Belgisch-Congo (1953-1961, directeur vanaf 1958). Later werd hij onderdirecteur van de lokale afdeling van de onderneming in Sankt Gallen (1961-1966), waarna hij directeur werd van het Franse filiaal in Parijs (1966-1973). Na zijn periode in Parijs keerde hij terug naar Sankt Gallen, waar hij adjunct-directeur werd (1973-1980). Tussen 1980 en 1992 maakte hij deel uit van de nationale directie van de onderneming.

### Politicus
Hohl zetelde in het gemeentebestuur (uitvoerende macht) van Walzenhausen van 1974 tot 1980. Van 1975 tot 1970 was hij lid van de Kantonsraad van Appenzell Ausserrhoden. Vervolgens werd hij lid van de Regeringsraad van Appenzell Ausserrhoden, een functie die hij zou vervullen van 1980 tot 1994. Hij was bevoegd voor Financiën en Belastingen. Van 1987 tot 1990 en van 1993 tot 1994 was hij Landammann.